# Wanigela
Wanigela es un pueblo en la Provincia de Oro de Papúa Nueva Guinea. Alberga el Aeropuerto de Wanigela .

## Historia
Wanigela se encuentra en la bahía de Collingwood, que se convirtió en una sitio militar aliado durante Segunda Guerra Mundial. De este lugar salieron las tropas que se enfrentaron al Imperio japonés en la Batalla de Buna-Gona.
En julio de 1942, la Unidad Administrativa Australiana de Nueva Guinea construyó el Aeropuerto de Wanigela, de donde salen vuelos a Port Moresby y Tufi. 